# The Dark Horse (2014)
The Dark Horse (bra: Cavalo Negro) é um filme de drama neozelandês de 2014 dirigido por James Napier Robertson.

## Sinopse
Todo dia é um bom dia para aprender— G.W.Potini
O filme é inspirado na extraordinária figura de Genesis Wayne Potini (5 de setembro de 1963 – 15 de agosto de 2011), um jogador de xadrez blitz em particular que, lutando contra os demônios do transtorno bipolar, abriu um clube de xadrez, The Eastern Knights, para ensinar o jogo a crianças desfavorecidas e ao mesmo tempo obter a recuperação de jovens em risco.
O grupo de “cavaleiros do Oriente” cresce, Potini pode levá-los para jogar um torneio juvenil a nível nacional em Auckland.

## Elenco
- Cliff Curtis como Genesis
- James Rolleston como Mana
- Wayne Hapi como Ariki
- Kirk Torrance como Noble
- Miriama McDowell como Sandy
- Baz Te Hira como Mutt
- Xavier Horan como Jedi
- James Napier Robertson como Dave

## Prêmios
O filme, lançado na Nova Zelândia em 2014, ganhou o New Zealand Film Awards de Melhor Filme, enquanto o personagem principal, Cliff Curtis, ganhou o prêmio de Melhor Ator no Asia Pacific Screen Awards.